# Návrat draka
Návrat draka (v originále 大佬愛美麗 Daai lo oi mei lai) je hongkongský hraný film z roku 2004, který režíroval Stephen Fung podle vlastního scénáře.

## Děj
Hung, vůdce hongkongské mafie Rudý Tong umírá a před svou smrtí pošle pro svého syna Georgieho, který žije v Thajsku, aby nastoupil na jeho místo. Georgie je ovšem gay, což se nesmí dovědět nikdo z podřízených ani z konkurenčního Bratrstva čtyřky, které vede Bratr Lui. Do Thajska odjede Bratr Osmička a jeho syn, kteří si však Georgieho spletou s jeho spolubydlícím Samem. Sam se chtěl stát vždycky členem mafie a Georgie se zase chce vrátit co nejrychleji zpátky do Thajska ke svému příteli, proto si oba role vymění. Společně odjedou do Hongkongu. Bratr Lui chce provdat svou dceru Julii za Georgieho, aby se dávné nepřátelství mezi oběma gangy odstranilo. Čeng Čou, který je pravou rukou Bratra Lui, jej ale chce odstranit a poté zaútočit na Rudý Tong, se kterým je uzavřeno příměří. Na chystané svatbě se ovšem zjistí, že Georgie (za kterého se ovšem vydává Sam) je gay. Oba potom po pravdě řeknou, že si vyměnili role. Rudý Tong změní pravidla tak, že může mít dva velitele. Sam se sblíží s Julií.

## Obsazení
| Eason Chan      | Sam              |
| Daniel Wu Yanzu | Georgie Hung     |
| Karen Mok       | Julie Lui        |
| Chapman To      | Kin              |
| Kar-Ying Law    | Bratr Osmička    |
| Stephen Fung    | Čeng Čou         |
| Yuen Biao       | Georgieho otec   |
| Brian Lee       | David            |
| Michael Chan    | Lui, vůdce gangu |